# Собирзода, Эмомали Абдурахим
Эмомали Абдурахим Собирзода (тадж. Эмомалӣ Абдурраҳим Собирзода; род. 20 июля 1972, Вахдат, Орджоникидзеабадский район, Таджикская ССР, СССР) — таджикский государственный деятель. Министр обороны Республики Таджикистан с 23 января 2025 года.

## Биография
Родился 20 июля 1972 года в Вахдате. Окончил Общевойсковую академию Вооружённых сил Российской Федерации. С 1992 года служит в таджикской армии, участник гражданской войны в Таджикистане. Участвовал в военных операциях, занимал должности командующего и начальника штаба.
С февраля 2010 года по ноябрь 2015 года был командующим Сухопутными войсками. В ноябре 2015 года был назначен первым заместителем Министра обороны — начальником Генерального штаба. На этом посту внёс значительный вклад в развитие военного сотрудничества с Россией, США и Узбекистаном. Так, Собирзода был участником переговоров, касающихся продления пребывания 201-й российской военной базы в Таджикистане до 2042 года; во время его руководства, ВС Таджикистана и России провели значительное количество совместных военных учений под эгидой ОДКБ, в том числе: «Рубеж-2022», «Рубеж-2024»; при его непосредственном участии были заключены соглашения по приобретению современного российского вооружения и программам обучения таджикских военнослужащих в российских военных образовательных учреждениях.
Координировал совместные проекты с США, по противодействию международному терроризму и укреплению двустороннего сотрудничества в области безопасности, включающее как военное сотрудничество и обмен разведданными, так и обучение личного состава и оснащение ВС. Принимал участие в переговорах высокого уровня с командующими Центральным командованием ВС США (CENTCOM), генералами Джозефом Вотелом в 2018 году и Майклом Курилла в 2022 году. В 2019 году участвовал в конференции начальников генеральных штабов стран Центральной и Южной Азии в Ташкенте, в ходе которой встречался с руководством Министерства обороны Узбекистана для обсуждения военного сотрудничества двух стран, в рамках подписанного соглашения о военно-техническом сотрудничестве планировалось в том числе и создание совместного производства военной техники и вооружений, а также проведение совместных учений.
23 января 2025 года был назначен министром обороны, сменив на этом посту Шерали Мирзо.

## Награды
- Орден Спитамен II степени
- Медаль «Мужество»[3]